# Ond stad
Ond stad (engelska: The Phenix City Story) är en amerikansk film noir från 1955 i regi av Phil Karlson. I huvudrollerna ses John McIntire, Richard Kiley och Kathryn Grant.
År 2019 valdes filmen ut för att bevaras i National Film Registry av USA:s kongressbibliotek då den anses vara ”kulturellt, historiskt eller estetiskt betydelsefull”.

## Rollista i urval
- John McIntire – Albert Patterson
- Richard Kiley – John Patterson
- Kathryn Grant – Ellie Rhodes
- Edward Andrews – Rhett Tanner
- James Edwards – Zeke Ward
- Lenka Peterson – Mary Jo Patterson
- Biff McGuire – Fred Gage
- Truman Smith – Ed Gage
- Jean Carson – Cassie
- Kathy Marlowe – Mamie
- John Larch – Clem Wilson
- Allen Nourse – Jeb Bassett
- Helen Martin – Helen Ward
- Otto Hulett – Hugh A. Bentley
- George Mitchell – Hugh Britton
- Ma Beachie – sig själv